# Андромедиди
Андромедиди су метеорски рој чија је матична комета 3D/Бјела. Јављају се од 25. септембра до 6. децембра, када Земља пролази кроз осталу прашину комете 3D/Бјела. Први пут су детектовани 1741. године у Русији.
Процењује се да се радијант налази у сазвежђу Касиопеја, близу звезде γ касиопеје на ректасцензији од 01h 36m и деклинацији од +37°. Андромедиди достижу максимум 9. новембра. Мали су метеорски рој и процењује се да ЗХР износи око 3 метеора по часу.

## Историја роја
Андромедиди су први пут уочени 6. децембра 1741. године у Санкт Петербургу у Русуји. Неке од најупечатљивијих призора Андромедида били су 1798. 1825. 1830. 1838. и 1847. Сведоци из 1872. и 1885. године забележили су и до пар хиљада метеора по часу. У неким земљама за јаке метеорске пљускове се мислило да доносе несрећу, сушу, болест или пад династије.
Прва фотографија метеора икада била је слика Андромедида. Сликао ју је аустријски астроном 27. новембра 1885. године у опсерваторији у Прагу. Метеор на слици био је дугачак чак 7 mm и веома светао.

## Каснија детекција
Од 19. века Андромедиди су постали доста мање уочљивији. Понекад се у новембру детектује по који метеор из овог роја специјалном опремом, али у суштини голим оком нису видљиви. Последњих године ЗХР је и мањи од 3 метеора по часу за време максимума, од 9. до 14. новембра.
4. децембра 2011. године у једној од Канадских опсерваторија радио опремом детектовано је око 50 метеора по часу. Очекује се да ће се ЗХР повећати до 2018. године, а у 2023. години већ достићи до 200 метеора по часу.